# Эллиман, Ивонн
Ивонн Марианн Эллиман (англ. Yvonne Marianne Elliman, род. 29 декабря 1951 году в Гонолулу, Гавайи) — американская певица и актриса (ирландско-японского происхождения), первую известность получившая благодаря участию в оригинальной студийной версии рок-оперы Эндрю Ллойда Уэббера и Тима Райса «Иисус Христос — суперзвезда», где исполнила арии Марии Магдалины. Сингл «I Don’t Know How to Love Him», в исполнении Эллиман поднялся в США до 28 места в 1971 году.
За ту же роль в одноимённом фильме 1973 года она была номинирована на Golden Globe. Своего наивысшего успеха в чартах Эллиман добилась в 1977 году с песней из саундтрека «Saturday Night Fever», композицией The Bee Gees «If I Can’t Have You» (#1, США).

## Дискография

### Альбомы
- 1972 — Yvonne Elliman
- 1973 — Food of Love
- 1975 — Rising Sun
- 1976 — Love Me (#68, US)
- 1978 — Night Flight (#40)
- 1979 — Yvonne (#174)
- 1995 — The Very Best of Yvonne Elliman
- 1997 — The Best of Yvonne Elliman
- 1999 — If I Can’t Have You
- 1999 — Yvonne Elliman
- 2001 — The Collection
- 2004 — Simple Needs
- 2004 — 20th Century Masters — The Millennium Collection: The Best of Yvonne Elliman

### Синглы (избранное)
- «I Don’t Know How To Love Him» (1971) — US: Pop #28, AC #15
- «Everything’s Alright» (1971) — US: Pop #92
- «Love Me» (1976) — US: Pop #14, AC #5, UK #6
- «Hello Stranger» (1977) — US: Pop #15, AC #1 (4 weeks), UK #26
- «I Can’t Get You Outa My Mind» (1977) — US: AC #19 (did not chart Pop), UK #17
- «If I Can’t Have You» (1977) — US: Billboard Hot 100 #1, AC #9, Dance #11, UK #4
- «Savannah» (1979)
- «Moment By Moment» (1979) — US: Pop #59, AC #32
- «Love Pains» (1979) — US: Pop #34, AC #33, Dance #2
- «Your Precious Love» (1980) duet with Stephen Bishop — Roadie soundtrack
- «Edge of the World» (1983) — WarGames soundtrack
- «Slippery Slide» (2003)
- «Simple Needs» (2003)
- «Steady As You Go» (2003)
- «Queen Of Clean» (2003)